# Bliźnięta (astrologia)

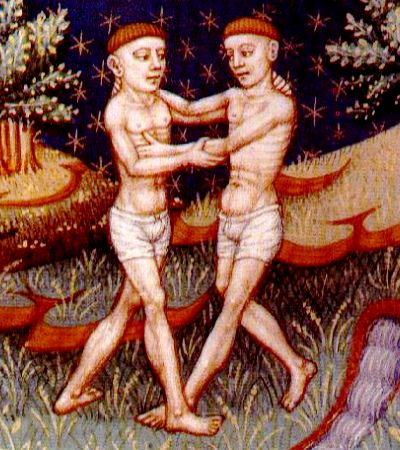
Znak Bliźniąt

Znak Bliźniąt

Bliźnięta (♊) (łac. Gemini) – trzeci astrologiczny znak zodiaku. Przypisuje się go osobom urodzonym gdy Słońce było w tym znaku, to znaczy na odcinku ekliptyki pomiędzy 60° a 90° długości ekliptycznej. Wypada to między 20/21 maja a 20/21 czerwca – dokładne ramy czasowe zależą od rocznika. Czasem przyjmuje się umowne granice – według Evangeline Adams (1868–1932) był to okres między 22 maja a 22 czerwca.
Znak Bliźniąt przypisuje się również osobom urodzonym w trakcie wschodzenia tego znaku.

## Historia pochodzenia znaku
Pierwsze wzmianki o znaku pochodzą z Mezopotamii, gdzie nazywano go Wielkimi Bliźniętami. W starożytności znaku Bliźniąt przypisywano patronat tańca, pieśni, poetów i wędrowców. Przez swoją dwoistość natury uważany był za zdolny dwoistości natury i przywdziewania różnych masek.

## Charakterystyka znaku
W astrologii znak Bliźniąt symbolizował równowagę pomiędzy przeciwnościami w kosmosie: dzień i noc, duch i materia. Symbolizował również dopełnienie życia kontemplacyjnego z czynnym i był uzupełnieniem znaków Barana i Byka. W Grecji odpowiednikiem Bliźniąt byli Dioskurowie: Kastor i Polideukes (Polluks), którzy mieli skrajnie odmienne temperamenty.
Bliźnięta były znakiem trygonu powietrza i miejscem gdzie w nocy przebywał Merkury. Bliźnięta opiekowały się Kapadocją i Belgią.

## Znak Bliźniąt w sztuce
Bliźnięta w sztuce były najczęściej przedstawiane jako para chłopców, gdzie jeden z nich trzymał lirę a drugi strzałę, lub za pomocą motywów pochodzących z mitu Leda z Łabędziem. W micie przedstawiono powstanie konstelacji. Jan van den Hoecke w swoim dziele Maj-czerwiec (1647–1650, Museo Storio di Miramare, Triest) przedstawił znak Bliźniąt jako ukwiecone putta.